# La Liga (Paraguay)
La liga fue un programa musical paraguayo creado en el año 2014, conducido por Hernán Caire y Gloria Jara. Se emitió por Telefuturo a las nueve de la noche de los viernes. El programa obtuvo buena recepción de la audiencia pero finalizó el 28 de marzo de 2014 debido a que culminó su ciclo ya que pertenecía a la grilla de programación de verano.

## Estructura
Es un programa semanal dedicado a la difusión de lo mejor y más reciente en música popular, acompañado de comedia, buen humor y entretenimiento y también acción social. 
Conducido por Hernán Caire, acompañado por Gloria Jara, el humor de Gustavo Cabañas y un personal de bailarinas. 
La movida popular tiene una gran cantidad de bandas unidas en un solo programa. 
Este programa reúne en cada emisión a las mejores bandas e intérpretes solistas nacionales e internacionales del momento, invitándote a que te diviertas, bailes y rías como a la gente le gusta. 
El programa también contará con una competencia de baile en la cual participarán conocidas figuras del ambiente y serán evaluadas por un jurado compuesto por Raimundo Fernández, Héctor Ramos y Gustavo Corvalán.

## Equipo

### Conducción
- Hernán Caire
- Gloria Jara

## Artistas que han participado en el programa
Artistas Nacionales: 
- Cecilio Cabañas "Andy" (El Remixero)
- Sin Corte
- 8 Corazones
- Marilina Bogado
- Los Meketrefes
- Máximos Qmbieros
- Los Verduleros
- Qmbia Juan
- Cómplices
- Banda Santa Fe
- Rumberos
- Los Kchorros de la línea 3
- Kchiporros[6]
- Fabio Giménez
- Milagros Brítez "Mily" (La Kchorrita)
- Moisés Flor (El Monchi Papá)
- Talento de Barrio[7]
- 8 Corazones (Con nuevo vocalista)
- Fátima Roman
- Fabiani Cantero
- Nadia Portillo (La Kchorra)
- Potrankos
- Retro Cumbia
- KND
- Fabio Giménez y su grupo ValleQmbia

Artistas Internacionales:
- Lalo y Los Descalzos
- Andy Rivera[8]
- Chapa C
- Paco Barrón Y Sus Norteños Clan
- Ariel Salinas "El traidor" y los Pibes Chorros
- Los Ángeles de Charly
- J king & Maximan
- Alkilados
- BarraBox
- Los Chiches Vallenatos
- Damas Gratis